# Julio Arenas
Julio Arenas Robles (Madrid, 24 de abril de 1993) es un deportista español que compite en atletismo, especialista en las carreras de velocidad.
Fue dos veces campeón de España en la prueba de 4 × 400 m, en los años 2021 y 2023. Formó parte del relevo 4 × 400 m clasificado para los Juegos Olímpicos de París 2024.